# (498) Токио
(498) Токио (яп. 東京) — довольно крупный астероид главного пояса, который принадлежит к металлическому спектральному классу M. Он был открыт 2 декабря 1902 года французским астрономом Огюстом Шарлуа в обсерватории Ниццы и назван в честь японского города Токио.
Такое название астероид получил потому, что фактически первым его обнаружил японский астроном Син Хираяма в обсерватории Токио. Но из-за того что он не успел определить параметры орбиты этого астероида в течение двух лет он считался утерянным, пока не был обнаружен Огюстом Шарлуа в декабре 1902 года и в итоге открытие было присвоено именно ему. Но право присвоить имя астероиду Шарлуа всё же предоставил Хираяме.
Покрытие звезды этим астероидом состоялось 18 февраля 2004 года и наблюдалось в Японии. По результатам этих наблюдений был сделан вывод, что астероид представляет собой тело неправильной формы размером 85 х 60 км.